# Divinylbenzeen
Met divinylbenzeen worden drie aromatische koolwaterstoffen aangeduid met dezelfde brutoformule C10H10. Ze bestaan uit een benzeenring met twee vinylgroepen (CH=CH2). Deze kunnen in de ortho-, meta- of para-oriëntatie aanwezig zijn, waardoor er drie isomeren zijn:
- 1,2-divinylbenzeen
- 1,3-divinylbenzeen
- 1,4-divinylbenzeen

## Synthese
Divinylbenzeen wordt geproduceerd door de katalytische dehydrogenering van di-ethylbenzeen; als katalysator gebruikt men ijzer(III)oxide.

## Eigenschappen
Para-divinylbenzeen bezit de grootste symmetrie van de drie isomeren en is bij kamertemperatuur een vaste stof. De andere isomeren zijn heldere vloeistoffen die gemakkelijk polymeriseren. Alle drie zijn brandbaar en niet oplosbaar in water.

## Toepassingen
Divinylbenzenen worden hoofdzakelijk gebruikt als crosslinker bij de productie van polymeren, in het bijzonder voor ionenwisselaarharsen die copolymeren zijn van styreen en divinylbenzeen. De crosslinks maken het hars minder oplosbaar en verhogen de mechanische stevigheid ervan.